# Panti Bliss

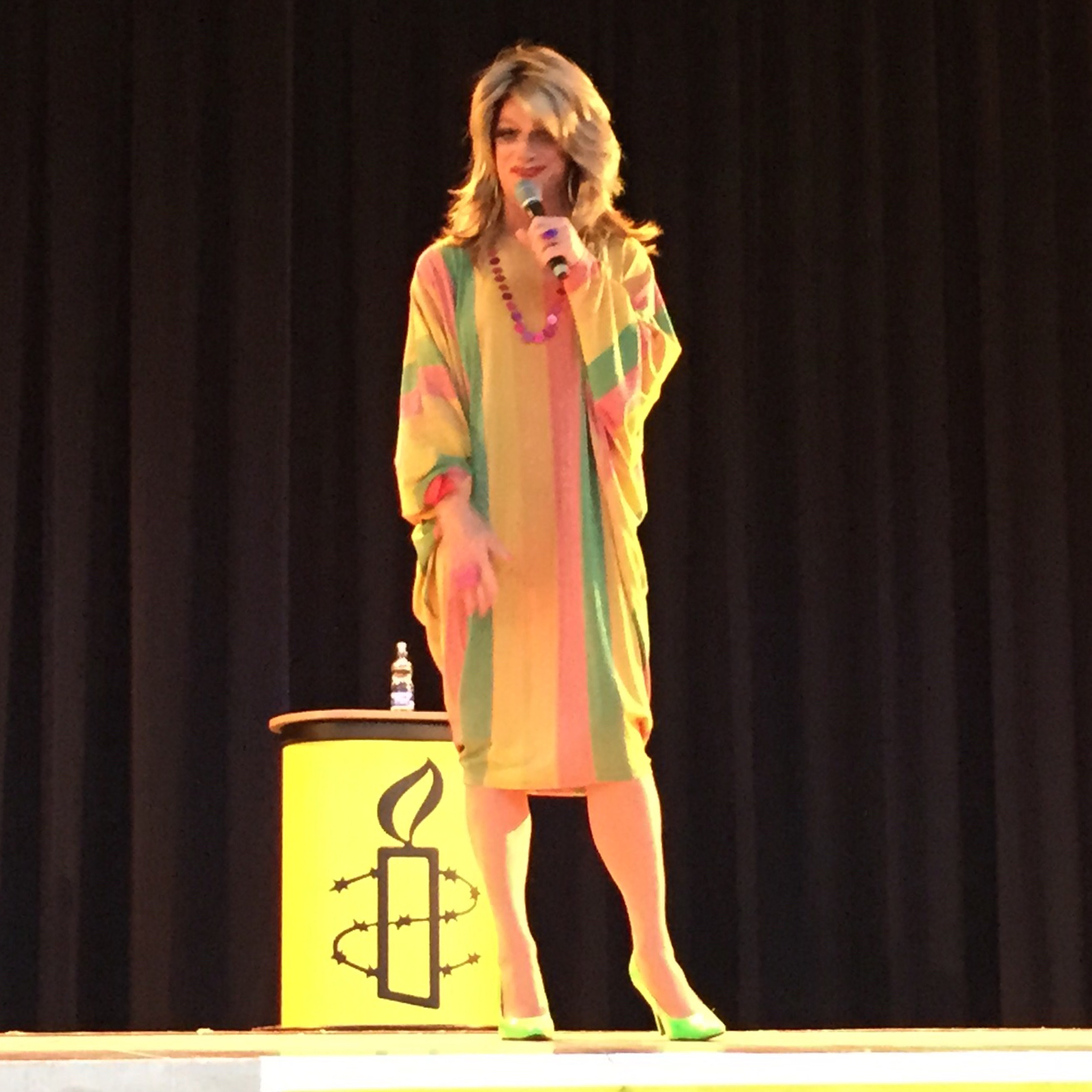
Panti Bliss

Panti Bliss (* 1968 in Ballinrobe, bürgerlich Rory O’Neill) ist eine irische Dragqueen und LGBT-Aktivistin.

## Leben
Rory O’Neill wurde 1968 als Sohn eines Tierarztes im irischen Ballinrobe geboren. Er besuchte das Kunst-College in Dún Laoghaire.

## Karriere
Als Panti Bliss wurde O’Neill zur bekanntesten Dragqueen Irlands. 1990 hatte sie ihren ersten Fernsehauftritt bei Irlands öffentlich-rechtlicher Fernsehanstalt RTÉ. Von 1996 bis 2012 präsentierte sie den Schönheitswettbewerb „Alternative Miss Ireland“.
Daneben ist sie auch als Aktivistin für LGBT-Rechte bekannt und ist offizielle Repräsentantin des jährlich im Juni stattfindenden „Dublin Pride“, wo sie sich auch für die Eheöffnung in Irland einsetzte, die schließlich durch einen Volksentscheid 2015 ermöglicht wurde. In dieser Funktion ist sie auch häufiger Vortragsgast auf Konferenzen und Tagungen. Am 30. November 2007 eröffnete sie in Dublin die nach ihr benannte „Pantibar“. Am 21. Oktober 2015 feierte der Film The Queen of Ireland Premiere; eine über mehrere Jahre gedrehte Dokumentation von Conor Horgan über das Leben von Rory O’Neill, seine Karriere als „Panti Bliss“ und seinen Kampf für LGBT-Gleichstellung.

## Eklat um Homophobie-Kommentar auf RTÉ („Pantigate“)
Am 11. Januar 2014 diskutierte Panti Bliss bei RTÉ One in der Sendung The Saturday Night Show mit deren Moderator Brendan O’Connor über Homophobie. Sie erklärte, dass einige Personen des irischen Journalismus homophob seien. Dieser Vorfall entwickelte sich zum sogenannten „Pantigate“. Die erwähnten Personen drohten RTÉ und Panti Bliss daraufhin mit einer Klage. Daraufhin entfernte RTÉ die entsprechende Stelle aus ihrem Online-Archiv. In der Ausgabe der Saturday Night Show vom 25. Januar 2014 entschuldigte sich der Moderator Brendan O’Connor öffentlich im Namen von RTÉ bei den Personen, die in der Sendung zwei Wochen zuvor genannt wurden. RTÉ zahlte den betreffenden Personen 85.000 Euro.
In der Folge wurde das Einknicken von RTÉ kritisiert und als Angriff auf die Rede- und Pressefreiheit sowie als Zensur angesehen. Auch das irische Parlament Oireachtas hat den Vorfall debattiert. Auch das EU-Parlament diskutierte den Vorfall. Der irische EU-Abgeordnete Paul Murphy kritisierte die Zahlung als „a real attack on the freedom of speech“ und führte weiter aus: „When John Waters says that gay marriage is ‘a kind of satire’, that is homophobia. When Breda O’Brien says ‘equality must take second place to the common good’, that is homophobia. When the Iona Institute campaign against gay marriage because it is gay marriage, that is homophobia.“
Am 1. Februar 2014 hielt Panti Bliss im Abbey Theatre in Dublin eine Rede, in der sie auf den Vorfall Bezug nahm und erneut gegen Homophobie Stellung bezog. Eine Aufzeichnung der Rede, die auf Youtube veröffentlicht wurde, erreichte in den ersten zwei Tagen mehr als 200.000 Aufrufe.
Fintan O’Toole, Kolumnist und Kritiker der Irish Times und mehrere Jahre für die New York Daily News tätig, bezeichnete die Rede als „the most eloquent Irish speech“ (deutsch: „die eloquenteste irische Rede“) in fast 200 Jahren. Zahlreiche Journalisten, Autoren, Schauspieler, Musiker und andere Kulturschaffende unterstützten Panti Bliss und schlossen sich ihren Aussagen an; darunter Dan Savage, Madonna, Stephen Fry, RuPaul, Graham Norton und weitere Prominente. In der Folge wurden T-Shirts mit dem Aufdruck „I’m on Team Panti“ verkauft; der Verkaufserlös von über 10.000 Euro kam LGBT-Jugendlichen zugute. Als Zeichen des Protests trugen zahlreiche Zuschauer die T-Shirts in einer Live-Übertragung von RTÉ. Im März 2014 veröffentlichten die Pet Shop Boys als Solidaritäts-Zeichen ein Video, in dem sie die Rede mit ihrer Musik und einer Collage von Bildern, die Homophobie zeigen, unterlegten.
Die zahlreichen Solidarisierungen mit Panti Bliss und ihrem Recht auf freie Rede führten zu einem Umdenken und so wurde Panti Bliss schließlich noch im selben Jahr bei den 40. People of the Year Awards 2014 auf RTÉ für ihre Verdienste um Redefreiheit und ihren Kampf für Gleichstellung als Person des Jahres ausgezeichnet. Die Laudatio hielt Stephen Fry.

## Theater
- 2005: Spurt! Sister! Spurt!
- 2007: In These Shoes[30]
- 2007: All Dolled Up
- 2009: A Woman In Progress
- 2014: High Heels in Low Places

## Dokumentation
- 2015: The Queen of Ireland

## Autobiographie
- 2014: Woman in the Making: A memoir (Hachette Books Ireland).

## Auszeichnungen
- 2009: „Business Person of the Year“ – Gay and Lesbian Awards[31]
- 2010: „Best Blog Post“ – Irish Blog Awards
- 2014: „Attitude's Editor's Special Award“ – Attitude Magazine Awards[32]
- 2014: „Award for contribution to Irish society“ – People of the Year Awards[33]
- 2015: „James Joyce Award“ der Literary and Historical society des University College Dublin[34]
- 2015: Ehrendoktor des Trinity College Dublin für Verdienste um LGBT-Rechte und Eheöffnung[35]